# Сельское поселение Марденгское
Сельское поселение Марденгское — упразднённое сельское поселение в составе Великоустюгского округа Вологодской области. В рамках организации местного самоуправления Великоустюгский район преобразован в муниципальный округ, в связи с чем все сельские поселения округа упразднены и разделяются на территориальные отделы.
Административный центр — деревня Благовещенье — расположена в 450 км от областного центра и в 15,5 км от районного.
Население по данным переписи 2010 года — 811 человек, оценка на 1 января 2012 года — 791 человек, оценка фактического населения территориального отдела на 2023 год — 1257 человек.

## Экономика
Население занято в основном в сфере переработки леса, на пилорамах, в сфере обслуживания.
Работают школа, детский сад «Благовещенский», Марденгская сельская библиотека и её филиал — Ишутинская библиотека, Марденгский дом культуры, фельдшерско-акушерский пункт в деревне Благовещенье, Ишутинский медпункт, отделение связи. В деревнях Благовещенье и Воздвиженье действуют церкви.

## История
Центр Марденгского сельского поселения — село Благовещенское — впервые упоминается в исторических документах 28 июня 1683 года.
В 1924 году был образован Марденгский сельсовет с центром в селе Благовещенье, который тогда входил в Нестеферовскую волость. Сельсовет включал 32 деревни с общим населением 3417 человек, из которых 95 проживали в Благовещенье.
В конце 1920-х годов на территории сельсовета были организованы 18 колхозов, после объединений в 1935, 1950, 1958 годах возникли крупные колхозы «Большевик» и «Красный городок». В 1964 году на базе этих колхозов был создан специализированный откормочный совхоз «Великоустюгский». В 1996 году совхоз распался на личные хозяйства.
В 1999 году был утверждён список населённых пунктов Вологодской области. Согласно этому списку в состав Марденгского сельсовета входили 33 населённых пункта.
В 2001 году была упразднена деревня Ивачевская Горка.
1 января 2006 года в соответствии с Федеральным законом № 131 «Об общих принципах организации местного самоуправления в Российской Федерации» Марденгский сельсовет преобразован в Марденгское сельское поселение.
Законом Вологодской области от 29 мая 2017 года № 4147-ОЗ были преобразованы, путём их объединения, сельские поселения Марденгское и Нижнеерогодское — в сельское поселение Марденгское с административным центром в деревне Благовещенье.

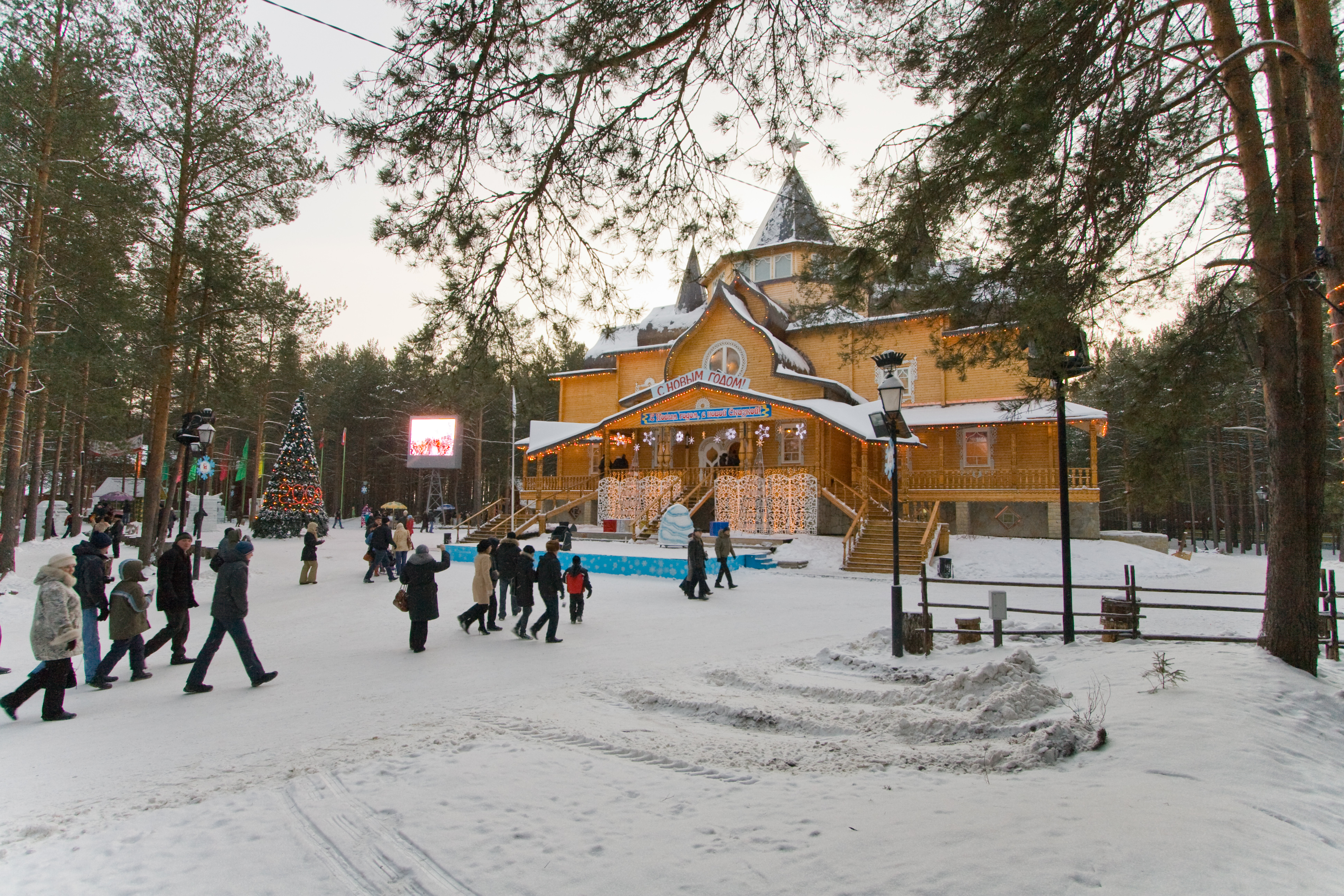
Дом Деда Мороза

## Достопримечательности
На территории сельского поселения находятся Одомчинский и Федосовский боры. В сосновом бору на берегу Сухоны расположена «Вотчина Деда Мороза», построенная в рамках проекта «Великий Устюг — родина Деда Мороза».
В селе Благовещенье установлен памятник уроженцам села Большое Ведерниково Марденгского сельсовета Николаю Степановичу и Василию Степановичу Мусинским. Василий Степанович — рамщик, положивший начало стахановскому движению в лесопильной промышленности, был награждён орденом Ленина, избирался депутатом Верховного Совета СССР 1 созыва. Его младший брат Николай Степанович — лётчик, участник Великой Отечественной войны, Герой Советского Союза.

## Населённые пункты
С 2020 года в состав сельского поселения входят 53 деревни, из них 18 нежилых.
Фактическое население населённых пунктов Марденгского территориального отдела на 2023 год можно узнать на сайте администрации Великоустюгского округа.
| Населённый пункт           | ОКАТО          | Рег. номер | Расстояние до районного центра, км | Расстояние до центра поселения, км | Индекс | Координаты                      |
| -------------------------- | -------------- | ---------- | ---------------------------------- | ---------------------------------- | ------ | ------------------------------- |
| деревня Благовещенье       | 19 214 828 001 | 1013       | 15,5                               | —                                  | 162358 | 60°43′42″ с. ш. 46°06′12″ в. д. |
| деревня Большое Ямкино     | 19 214 828 002 | 1014       | 19,5                               | 4                                  | 162358 | 60°45′14″ с. ш. 46°05′36″ в. д. |
| деревня Воздвиженье        | 19 214 828 003 | 1015       | 4                                  | 11,5                               | 162358 |                                 |
| деревня Горшково           | 19 214 828 004 | 1016       | 20,5                               | 5                                  | 162358 | 60°45′24″ с. ш. 46°07′40″ в. д. |
| деревня Гремячево          | 19 214 828 005 | 1017       | 19,5                               | 4                                  | 162358 | 60°42′58″ с. ш. 46°09′20″ в. д. |
| деревня Грузнищево         | 19 214 828 006 | 1018       | 7                                  | 8,5                                | 162393 | 60°46′41″ с. ш. 46°12′03″ в. д. |
| деревня Деревесниково      | 19 214 828 007 | 1019       | 12                                 | 6,5                                | 162358 | 60°46′56″ с. ш. 46°06′52″ в. д. |
| деревня Еськино            | 19 214 828 008 | 1020       | 9                                  | 6                                  | 162358 | 60°46′19″ с. ш. 46°09′04″ в. д. |
| деревня Ишутино            | 19 214 828 010 | 1022       | 7,5                                | 8                                  | 162393 | 60°46′22″ с. ш. 46°13′34″ в. д. |
| деревня Коммуна            | 19 214 828 011 | 1023       | 18,5                               | 3                                  | 162358 | 60°44′21″ с. ш. 46°04′39″ в. д. |
| деревня Коптелка           | 19 214 828 012 | 1024       | 45,5                               | 30                                 | 162358 | 60°53′03″ с. ш. 45°50′44″ в. д. |
| деревня Красное Поле       | 19 214 828 013 | 1025       | 4,5                                | 11                                 | 162393 | 60°46′44″ с. ш. 46°14′21″ в. д. |
| деревня Куликово           | 19 214 828 015 | 1027       | 8,5                                | 9                                  | 162358 | 60°46′15″ с. ш. 46°11′03″ в. д. |
| деревня Лопатниково        | 19 214 828 016 | 1028       | 10,5                               | 5                                  | 162393 | 60°45′10″ с. ш. 46°10′13″ в. д. |
| деревня Марденьга          | 19 214 828 017 | 1029       | 21,5                               | 6                                  | 162358 | 60°43′52″ с. ш. 46°00′21″ в. д. |
| деревня Мосеев Починок     | 19 214 828 018 | 1030       | 18,5                               | 3                                  | 162358 | 60°43′29″ с. ш. 46°04′09″ в. д. |
| деревня Мусино             | 19 214 828 019 | 1031       | 21,5                               | 6                                  | 162358 | 60°42′42″ с. ш. 46°01′18″ в. д. |
| деревня Огорыльцево        | 19 214 828 020 | 1032       | 12,5                               | 3                                  | 162358 | 60°44′26″ с. ш. 46°08′39″ в. д. |
| деревня Одомчино           | 19 214 828 021 | 1033       | 19                                 | 4                                  | 162358 | 60°42′29″ с. ш. 46°08′47″ в. д. |
| деревня Осиново            | 19 214 828 022 | 1034       | 13,5                               | 6                                  | 162358 | 60°44′05″ с. ш. 46°10′53″ в. д. |
| деревня Перемилово         | 19 214 828 023 | 1035       | 8                                  | 9                                  | 162393 | 60°47′01″ с. ш. 46°10′57″ в. д. |
| деревня Полутино           | 19 214 828 024 | 1036       | 18,5                               | 3                                  | 162358 | 60°44′51″ с. ш. 46°06′00″ в. д. |
| деревня Пушкариха          | 19 214 828 025 | 1037       | 9                                  | 6                                  | 162393 | 60°46′49″ с. ш. 46°08′31″ в. д. |
| деревня Рязаново           | 19 214 828 026 | 1038       | 22,5                               | 7                                  | 162358 | 60°43′45″ с. ш. 45°58′46″ в. д. |
| деревня Сывороткино        | 19 214 828 027 | 1039       | 6,5                                | 9                                  | 162393 | 60°45′37″ с. ш. 46°12′02″ в. д. |
| деревня Сычугово           | 19 214 828 028 | 1040       | 12,5                               | 7                                  | 162358 | 60°44′32″ с. ш. 46°11′07″ в. д. |
| деревня Тельтево           | 19 214 828 029 | 1041       | 17,5                               | 2                                  | 162358 | 60°43′43″ с. ш. 46°04′57″ в. д. |
| деревня Торжино            | 19 214 828 030 | 1042       | 13                                 | 3                                  | 162358 | 60°44′28″ с. ш. 46°07′51″ в. д. |
| деревня Торопово           | 19 214 828 031 | 1043       | 14,5                               | 6                                  | 162358 | 60°43′43″ с. ш. 46°10′21″ в. д. |
| деревня Фалево             | 19 214 828 032 | 1044       | 24,5                               | 9                                  | 162358 | 60°44′08″ с. ш. 45°58′32″ в. д. |
| деревня Ястреблево         | 19 214 828 033 | 1045       | 18,5                               | 3                                  | 162358 | 60°42′14″ с. ш. 46°06′29″ в. д. |
| деревня Березово           | 19 214 832 003 | 1048       | 43,5                               | 4,5                                | 162353 | 60°40′08″ с. ш. 45°43′48″ в. д. |
| деревня Большое Вострое    | 19 214 832 004 | 1049       | 42,5                               | 3,5                                | 162353 | 60°39′52″ с. ш. 45°42′47″ в. д. |
| деревня Большое Каликино   | 19 214 832 020 | 996        | 42                                 |                                    | 162352 | 60°40′30″ с. ш. 45°50′49″ в. д. |
| деревня Выползово          | 19 214 832 006 | 1050       | 39,4                               | 0,4                                | 162353 | 60°41′37″ с. ш. 45°46′32″ в. д. |
| деревня Григорьевское      | 19 214 832 007 | 1052       | 38                                 | 1                                  | 162353 | 60°42′18″ с. ш. 45°45′42″ в. д. |
| деревня Давыдовское        | 19 214 832 008 | 1053       | 40                                 | 1                                  | 162353 | 60°41′17″ с. ш. 45°44′04″ в. д. |
| деревня Загорье            | 19 214 832 009 | 1054       | 38,8                               | 3,2                                | 162353 | 60°43′31″ с. ш. 45°45′25″ в. д. |
| деревня Запань             | 19 214 832 010 | 1055       | 38                                 | 3,5                                | 162353 | 60°42′30″ с. ш. 45°48′28″ в. д. |
| деревня Заручевье          | 19 214 832 021 | 999        | 36                                 |                                    | 162352 | 60°41′58″ с. ш. 45°54′30″ в. д. |
| деревня Ленивица           | 19 214 832 022 | 1002       | 38                                 |                                    | 162352 | 60°42′30″ с. ш. 45°53′40″ в. д. |
| деревня Лодейка            | 19 214 832 001 | 1046       | 39                                 | —                                  | 162353 | 60°41′46″ с. ш. 45°45′16″ в. д. |
| деревня Малая Горка        | 19 214 832 011 | 1057       | 42,8                               | 0,8                                | 162353 | 60°42′15″ с. ш. 45°45′05″ в. д. |
| деревня Мартыново          | 19 214 832 012 | 1056       | 38,6                               | 3                                  | 162353 | 60°43′40″ с. ш. 45°45′48″ в. д. |
| деревня Мякальская Слобода | 19 214 832 023 | 1006       | 38                                 |                                    | 162352 | 60°42′05″ с. ш. 45°53′18″ в. д. |
| деревня Нижний Прилук      | 19 214 832 013 | 1058       | 35                                 | 4                                  | 162353 | 60°42′36″ с. ш. 45°48′52″ в. д. |
| деревня Печерза            | 19 214 832 014 | 1059       | 47,5                               | 8,5                                | 162353 | 60°38′12″ с. ш. 45°42′28″ в. д. |
| деревня Пупышево           | 19 214 832 024 | 1008       | 37                                 |                                    | 162352 | 60°42′11″ с. ш. 45°54′01″ в. д. |
| деревня Ровдино            | 19 214 832 015 | 1060       | 40                                 | 1,4                                | 162353 | 60°42′09″ с. ш. 45°48′12″ в. д. |
| деревня Рупосово           | 19 214 832 016 | 1061       | 38,8                               | 0,8                                | 162353 | 60°42′10″ с. ш. 45°46′45″ в. д. |
| деревня Скорятино          | 19 214 832 017 | 1062       | 39,7                               | 0,7                                | 162353 | 60°40′52″ с. ш. 45°44′41″ в. д. |
| деревня Соловьёво          | 19 214 832 018 | 1063       | 39,3                               | 0,7                                | 162353 | 60°42′02″ с. ш. 45°47′00″ в. д. |
| деревня Царева Гора        | 19 214 832 025 | 1012       | 34                                 |                                    | 162352 | 60°41′32″ с. ш. 45°55′06″ в. д. |

### Упразднённые населённые пункты
| Населённый пункт         | ОКАТО          | Рег. номер | Расстояние до районного центра, км | Расстояние до центра поселения, км | Комментарий           |
| ------------------------ | -------------- | ---------- | ---------------------------------- | ---------------------------------- | --------------------- |
| деревня Ивачевская Горка | 19 214 828 009 | 1021       | 20,5                               | 5                                  | Упразднена 18.01.2001 |

Населённые пункты, упразднённые в 2020 году
| Населённый пункт   | ОКАТО          | Рег. номер | Расстояние до районного центра, км | Расстояние до центра поселения, км | Индекс | Координаты                      |
| ------------------ | -------------- | ---------- | ---------------------------------- | ---------------------------------- | ------ | ------------------------------- |
| деревня Афанасовец | 19 214 832 002 | 1047       | 44                                 | 5                                  | 162353 | 60°39′16″ с. ш. 45°43′02″ в. д. |
| деревня Кропухино  | 19 214 828 014 | 1026       | 20                                 | 4,5                                | 162358 | 60°43′04″ с. ш. 46°02′02″ в. д. |
| деревня Тишино     | 19 214 832 019 | 1064       | 45                                 | 6                                  | 162353 | 60°40′42″ с. ш. 45°41′27″ в. д. |